# Pitcairnia macarenensis
Pitcairnia macarenensis är en gräsväxtart som beskrevs av Lyman Bradford Smith. Pitcairnia macarenensis ingår i släktet Pitcairnia och familjen Bromeliaceae. Inga underarter finns listade i Catalogue of Life.